# 南岛民族
南島民族，又稱南島語族群，是指生活在臺灣、夏威夷群島、東南亞、密克羅尼西亞、新幾內亞沿海、美拉尼西亞、波利尼西亞和馬達加斯加，以及散佈於越南（如占族）、柬埔寨、緬甸、泰國北大年、海南島（如回輝人）、葛摩和託雷斯海峽群島，使用南島語之族群。該族群佔多數之地區有時又會被統稱作南島地區（英語：Austronesia）。
該族群被根據現有證據推斷於公元前3000年至公元前1500年以臺灣島為初始根據地，經海路向各地遷徙。公元前2200年左右，該族群抵達菲律賓最北端，特別是巴丹群島。 該族群在公元前2000年前某個時刻開始使用帆。:144 如此技術與該族群其他航海技術，如雙體船、舷外浮杆獨木舟等，一起促成該族群得以廣泛分散至印度洋與太平洋中諸陸地與島嶼地區。（參看拉皮塔文化）
從公元前2000年開始，該族群與多地舊石器時代人口（如大坌坑文化、百越之案例）及澳洲和美拉尼西亞地區周邊巴布亞人發生互動，並同化該些人群或被其同化。該族群向東擴散至復活節島，向西至馬達加斯加，向南至紐西蘭；在最遠的程度上，也可能有抵達美洲。
除了語言，該族群還廣泛共享文化特徵，如紋身、干欄式建築、玉雕、稻田耕作、各種岩石藝術圖案等傳統和技術。 該族群也共享在遷徙過程中攜帶之馴化物種，如稻、香蕉、椰子、麵包樹、山藥、芋頭、構樹、雞、豬和狗等。

## 歷史
對於南島族群的起源與擴散，學界根據語言學與考古資料，建立了几個假說。出非洲假說認為，現代人類在舊石器時代中期，離開非洲，向亞洲南部擴張。

### 南島民族的起源
在抵達台灣之前的南島民族，稱為原南島民族（Proto-Austronesians），前南島民族（Pre-Austronesians），或早期南島民族（Early Austronesians），原居住亞洲。現今考古發現最早的原始南島民族，為居住在馬祖群島的亮島人。原始南島民族的起源地，分為南方假說與北方假說二者。

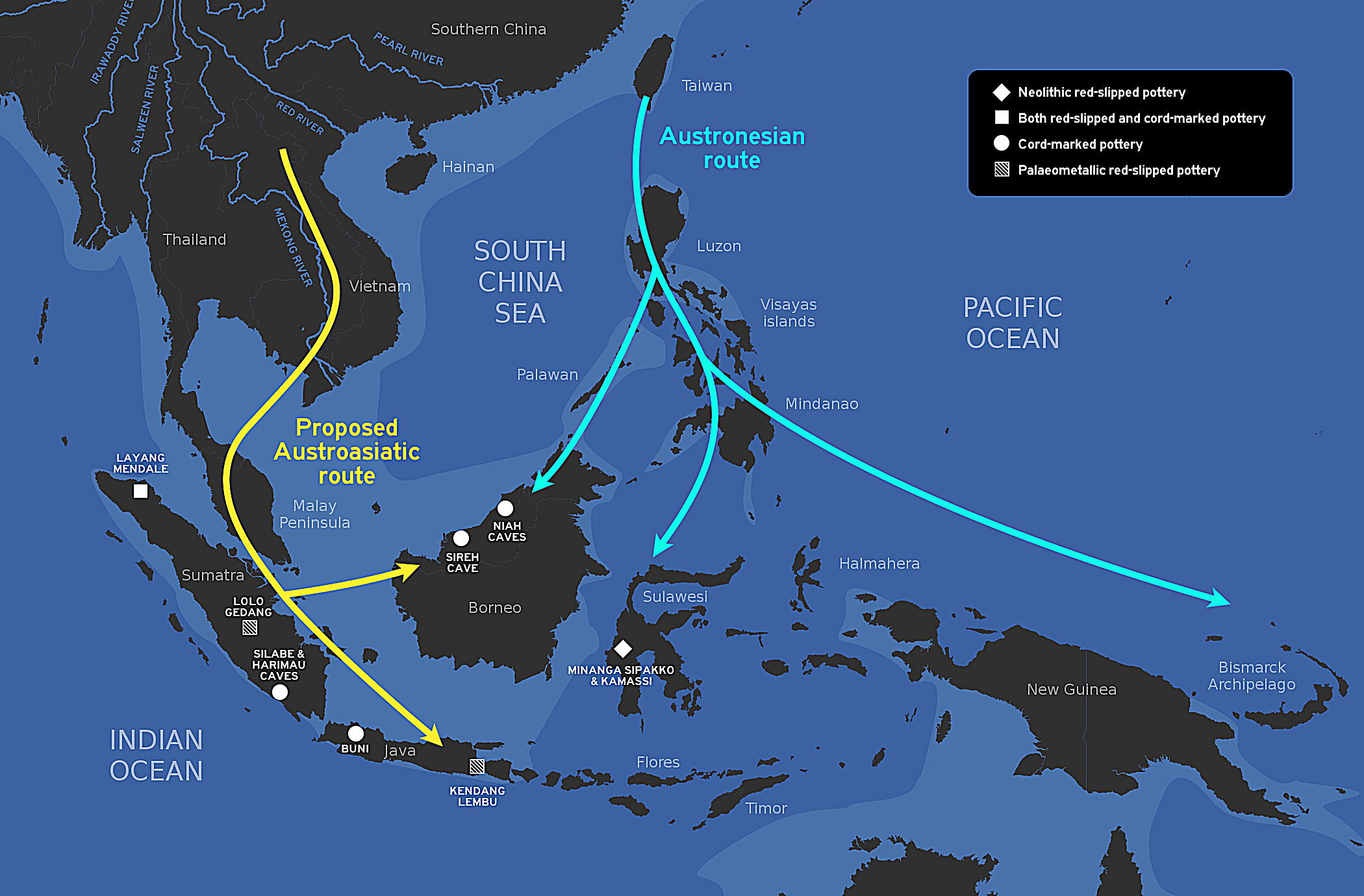
南亞人和南島人移民進入印尼的可能路線(Simanjuntak, 2017)

##### 亞洲南方假說

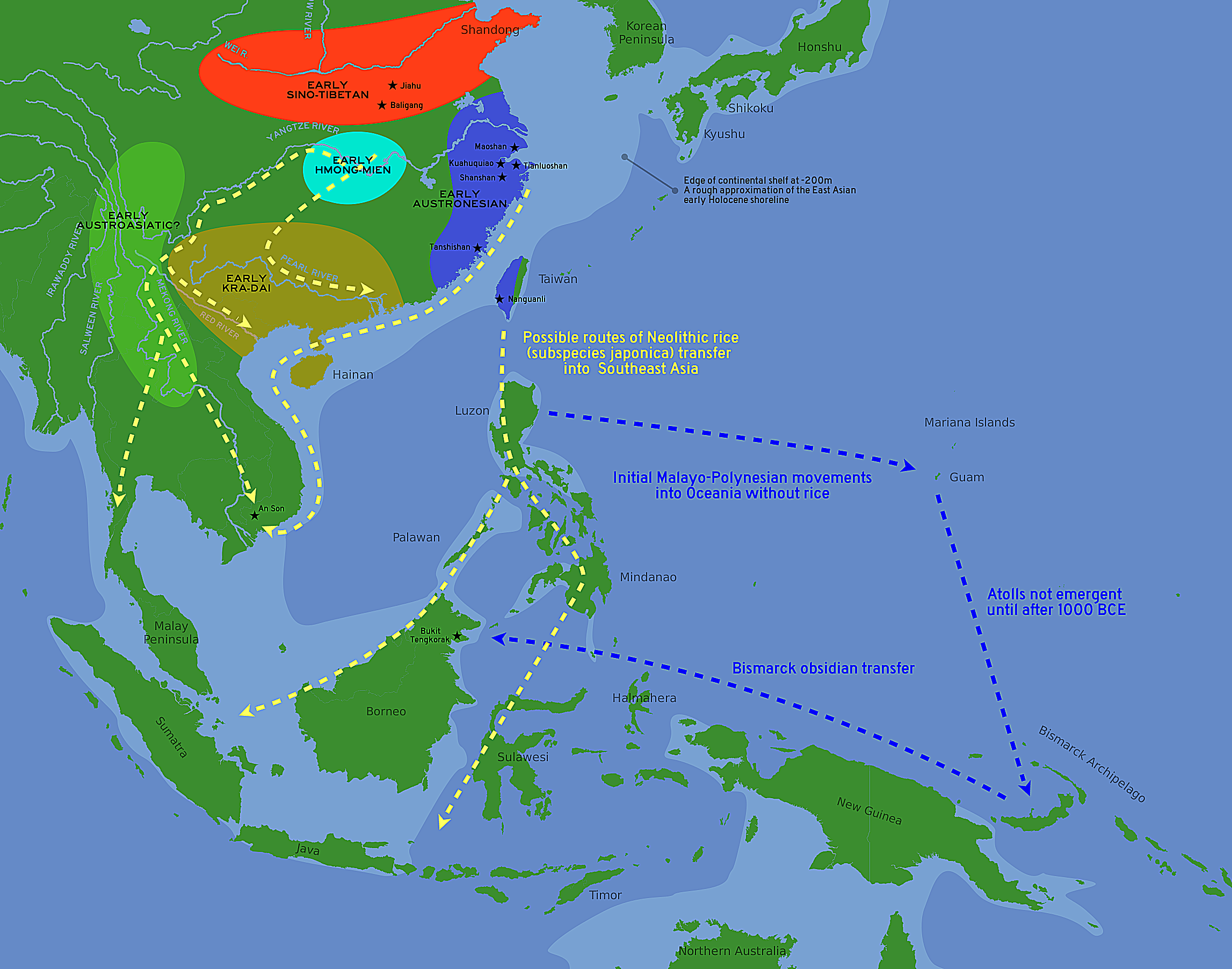
中國沿海假說

認為南島民族起源於中國東南沿海的學說，起源早於出台灣假說，最早由淩純聲與張光直等人提倡。張光直根據福州平潭壳丘头遗址的出土文物，認為稍晚的台灣西海岸的大坌坑文化的與此文化有關聯，兩者部分的文化面貌說明福建與南島語族最早的淵源。
福建發掘的曇石山遺址、漳州東山大帽山遺址、寧德霞浦縣黄瓜山贝丘遗址、泉州晉江庵山沙丘遗址、福州平潭壳丘头遗址，據考證都跟南島語族文化有淵源。在福建出土石锛、石戈以及石叉等物品，在波利尼西亞仍常見。福建的幾大遺址中出土的石器、陶制品等文物制作的方法、生産工藝、母語語系等推測，南太平洋、印度洋的南島語族衆多島國居民的祖先，與中國東南沿海文化有交流。
中國醫藥大學講座教授葛應欽，利用演化基因學改進方法及技術，分析在馬祖亮島出土的亮島人遺骸，重建遺傳系譜，認為早期南島民族約8000年前起源於福建沿海地區，反對台灣或東南亞島嶼是早期南島民族發源地的說法。他們認為，E和R9單倍群出現在台灣原住民遺傳中，亮島人與南島語族有親緣關係，引起了國際人類學界的廣泛討論與爭議；因為粒線體E單倍群在中國大陸少見，以及葛氏父子後續關於亮島1號人的Y染色體的研究結果、已檢測出來的兩具亮島人的體染色體完整資料，已被多篇國際學術論文引用，與南島人群在基因上有一定的關連性。而福建距今四千到五千年的曇石山遺址，在常染色體上與台灣原住民與南島人具有密切關係。

##### 亞洲北方假說
随着现代考古学、生物学和语言学的发展，南岛民族来自新石器时代山东东夷族的理论变得越来越受完善。语言学家沙加尔曾经于1990年提出汉－南岛语系的语言系属假说，认为汉藏语系、壮侗语系及南岛语系同根同源，都是由原始汉澳语分化而来。随着考古学的发展，科学家提出来南岛民族起源于山东东夷族，而后南下发展的理论。然而也不能排除是南島民族北上後形成東夷族或東夷族的一部份的可能。

### 南島民族的擴張
南島民族擴張，現今學界的主流為出台灣假說（Out of Taiwan）。這個假說認為，原始南島民族由亞洲大陸移居至台灣島之後，在台灣形成了南島語系，之後沿著島嶼，逐步擴展到太平洋各地。這個假說最早由語言學學者提出，遺傳人類學學者以粒線體DNA的研究，對這個假說提供更多證據。
另一個常見的假說為出巽他古陸假說（Out of Sundaland），主張原本居住在巽他古陸的原始南島民族，在海平面上升之後，散布到各個島嶼。

### 出台灣假說

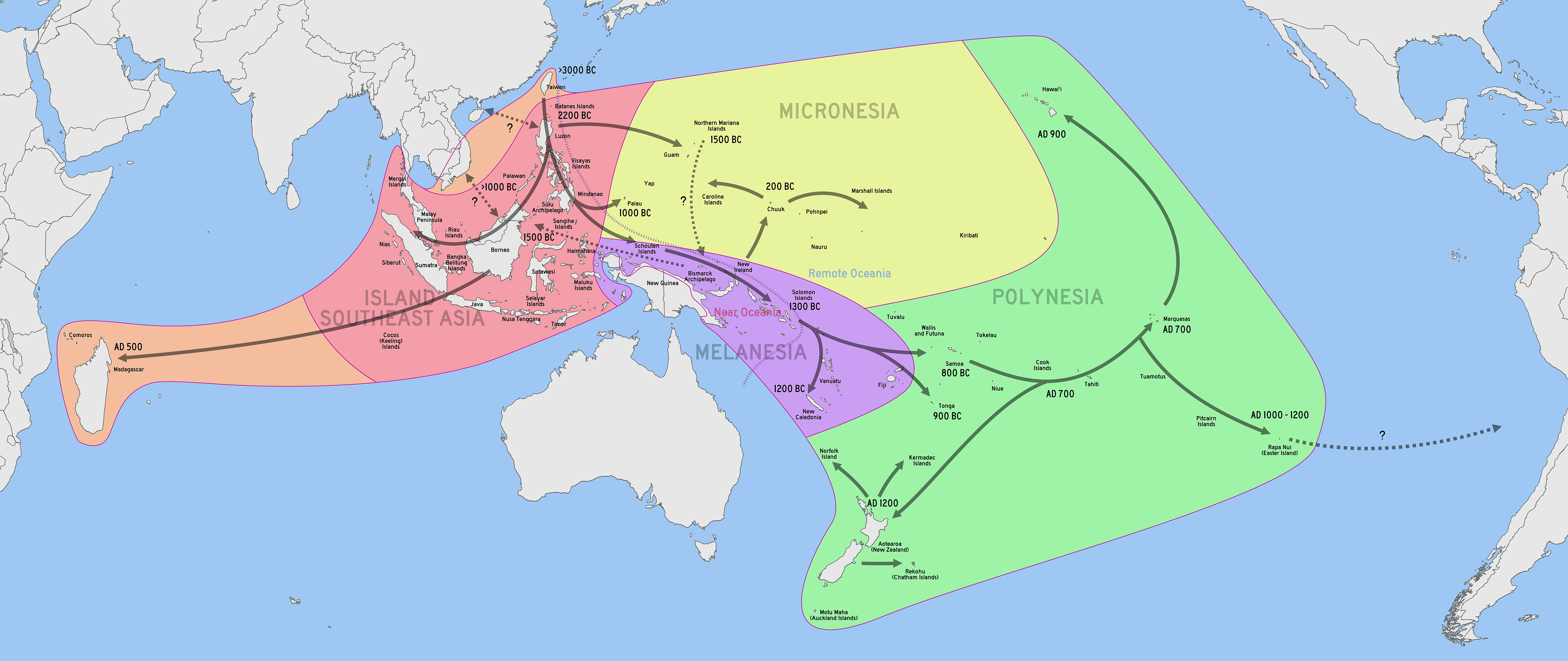
南島語系的擴散

舒特勒（Shutler）和马克（Marck）於1975年發表論文，認為台灣是南島語最有可能的發源地以後，國際遺傳學界即接受他的研究成果。尤其是在彼得·贝尔伍德於1991年在《科学美国人》雜誌上，關於這個問題的論文發表以後，「南島語的發源地在台灣」這一個陳述，就幾乎已經是多數學者的共識；後來他再提出，南島語族由亞洲大陸而來，於西元前8000年左右到達臺灣，此後發展出卓越的航海能力，不斷分批移民至海外島嶼；在開始很長一段時間後，曾一時暫止，然後又持續移民，而無論是擇居於大島或小島，多遍佈於亞熱帶和熱帶地區是一大特點。
根據贝尔伍德的研究，操南島語的南島民族是由亞洲大陸而來，可能與侗台民族或南亞民族原是一家，分家後抵達台灣，年代大約是6000年前。大約5000年前，才開始從台灣南下擴散到菲律賓群島，主要是北部呂宋一帶。然後到婆羅洲、印尼東部，時間大約是在4500年前。然後往東、西兩方擴散，東至馬里亞那群島（關島、塞班島一帶），也到了南太平洋部份地區，往西到馬來半島、蘇門答臘等，時間約在3200年前。再下一步才擴散到中太平洋美拉尼西亞區域的加洛林群島一帶。然後往東，約在公元300年到達玻里尼西亞。今天在紐西蘭的毛利族，是最晚的移民，約在公元800年。格雷於2009年發表論文，分析400種語言的發展史，構建出語言發展樹，認為南島語起源於大約5230年前的台灣。
這個散布模型，可以用番薯的傳播來證明，隨著南島民族往東遷徙，與南美洲的美洲原住民接觸，將番薯由美洲傳播到環太平洋。另一個證明則是太平洋構樹。2015年台灣大學森林環資系與智利共組研究團隊，分析西太平洋島弧上的太平洋構樹樣本，發現各地構樹與南台灣構樹皆有相同的葉綠體基因单倍型，西太平洋各地的構樹起源於台灣。因為太平洋構樹沒有雌雄異株，無法自然產出種子，需由人類以其根部進行無性生殖來傳播，因此可排除是由動物傳播的可能。太平洋構樹的樹皮是南島居民重要的資源，在祭典上會使用樹皮布。因為太平洋構樹與南島民族間的緊密關係，應是隨著南島語族遷徙而傳播。這個共生關係間接證實了出台灣假說。

### 巽他大陸起源說

巽他古陸與莎湖陸棚示意圖

由斯蒂芬·奥本海默提出。巽他大陸起源說認為，冰河期的東南亞由於海平面比現在低，爪哇島、蘇門答臘島與馬來半島連在一起，形成巽他大陸，為亞洲的延伸。但在間冰期，海平面上升，淹没這個區域。這個區域的居民被迫離開，形成南島語族。

## 南島民族國家（地区）

### 现存国家
- 以南島民族為主體民族：

| 民族国家         | 地理地区 | 主体民族                                                                               | 国旗 | 国徽 | 南島民族人口 |
| ---------------- | -------- | -------------------------------------------------------------------------------------- | ---- | ---- | ------------ |
| 印尼             | 东南亞   | 爪哇人                                                                                 |      |      | 222,781,000  |
| 菲律賓           | 东南亞   | 比薩亞人                                                                               |      |      | 92,226,600   |
| 馬來西亞         | 东南亞   | 馬來人                                                                                 |      |      | 12,290,000   |
| 馬達加斯加       | 非洲     | 梅里納人                                                                               |      |      | 超過500萬人  |
| 東帝汶           | 东南亞   | 東帝汶原住民（語言上屬南島語系，但實際上是巴布亞人與馬來人混血後裔，外貌偏向巴布亞人） |      |      | 947,000      |
| 汶萊             | 东南亞   | 馬來人                                                                                 |      |      | 724,000      |
| 索羅門群島       | 大洋洲   | 所羅門人（語言上屬南島語系，但外貌上和巴布亞人沒分別）                                 |      |      | 478,000      |
| 斐濟             | 大洋洲   | 斐濟人（語言上屬南島語系，但外貌上和巴布亞人沒分別）                                   |      |      | 456,000      |
| 薩摩亞           | 大洋洲   | 薩摩亞人                                                                               |      |      | 193,773      |
| 吐瓦魯           | 大洋洲   | 玻里尼西亞人                                                                           |      |      | 11,052       |
| 密克羅尼西亞聯邦 | 大洋洲   | 密克羅尼西亞人                                                                         |      |      | 106,104      |
| 諾魯             | 大洋洲   | 諾魯原住民                                                                             |      |      | 9,642        |
| 紐埃             | 大洋洲   | 紐埃原住民                                                                             |      |      | 1,614        |
| 庫克群島         | 大洋洲   | 庫克群島毛利人                                                                         |      |      | 17,459       |
| 東加             | 大洋洲   | 玻里尼西亞人                                                                           |      |      | 100,651      |

- 以南島民族為重要民族：

| 国家     | 所属地区 | 南島民族                                   | 國旗 | 國徽 | 南島民族人口 |
| -------- | -------- | ------------------------------------------ | ---- | ---- | ------------ |
| 中華民國 | 東亞     | 臺灣原住民族                               |      |      | 超過60萬人   |
| 越南     | 東南亞   | 占族 · 朱鲁族 · 埃地族 · 嘉莱族 · 拉格莱族 |      |      | 超過95萬人   |
| 紐西蘭   | 大洋洲   | 毛利人                                     |      |      | 85.5万人     |
| 新加坡   | 東南亞   | 馬來人                                     |      |      | 超過60萬人   |

### 非独立政体
| 地區           | 主權國家     | 主體民族                   | 旗幟 | 徽章 | 總人口    |
| -------------- | ------------ | -------------------------- | ---- | ---- | --------- |
| 托克勞         | 紐西蘭       | 托克勞人                   |      |      | 1,499     |
| 科科斯群島     | 澳大利亞     | 科科斯群島馬來人           |      |      | 628       |
| 東薩摩亞       | 美国         | 薩摩亞人                   |      |      | 55,519    |
| 關島           | 美国         | 查莫羅人                   |      |      | 162,742   |
| 北馬里亞納群島 | 美国         | 加羅林人                   |      |      | 53,833    |
| 夏威夷州       | 美国         | 夏威夷人                   |      |      | 1,419,561 |
| 法屬玻里尼西亞 | 法蘭西共和國 | 玻里尼西亞人               |      |      | 275,918   |
| 新喀里多尼亞   | 法蘭西共和國 | 美拉尼西亞人、玻里尼西亞人 |      |      | 268,767   |
| 瓦利斯和富圖納 | 法蘭西共和國 | 玻里尼西亞人               |      |      | 11,558    |
| 皮特肯群島     | 英國         | 皮特凯恩岛民               |      |      | 50        |

### 历史上的南島民族国家

#### 東南亞
| 历史政权         | 地理地區                           | 主体民族 | 主要語言     | 国旗 | 年代                          |
| ---------------- | ---------------------------------- | -------- | ------------ | ---- | ----------------------------- |
| 占婆國           | 中南半島                           | 占婆人   | 占語         |      | 137年－1832年                 |
| 葉調             | 爪哇島？、蘇門答臘島？             | 爪哇人？ |              |      |                               |
| 三佛齊(室利佛逝) | 蘇門答臘島                         | 馬來人   | 馬來語、梵語 |      | 7世紀－13世紀                 |
| 末羅瑜           | 蘇門答臘島                         | 馬來人   |              |      | 大約4世紀－13世紀             |
| 狼牙脩           | 馬來半島                           | 馬來人   | 馬來語       |      | 2世紀－14世紀                 |
| 蘇木都剌國       | 蘇門答臘島北部                     | 馬來人   | 馬來語       |      | 1267年–1521年                 |
| 吉打蘇丹王朝     | 馬來半島                           | 馬來人   | 馬來語       |      | 1909年–1941年 1945年－1946年  |
| 滿剌加國         | 馬來半島                           | 馬來人   | 馬來語       |      | 1402年－1511年                |
| 色陀蘇丹王朝     | 馬來半島                           | 馬來人   | 馬來語       |      | 1808年–1916年                 |
| 勒曼蘇丹王朝     | 馬來半島                           | 馬來人   | 馬來語       |      | 1810年–1902年                 |
| 勿述蘇丹王朝     | 馬來半島                           | 馬來人   | 馬來語       |      | 1780年–1899年                 |
| 柔佛蘇丹王朝     | 东南亞                             | 馬來人   | 馬來語       |      | 1528年－19世紀                |
| 蘇祿蘇丹國       | 民答那峨島                         | 蘇祿人   | 蘇祿語       |      | 1390年－1917年                |
| 梅尼拉王國       | 呂宋島                             | 他加祿人 | 舊他加祿語   |      | 1500年－1570年                |
| 滿者伯夷         | 爪哇島、馬來半島、婆羅洲、蘇門答臘 | 爪哇人   | 爪哇語       |      | 1293年－1527年                |
| 信訶沙里         | 爪哇島                             | 爪哇人   | 古爪哇語     |      | 1222年－1292年                |
| 夏連特拉王國     | 爪哇島                             | 爪哇人   |              |      | 752年？—832年？               |
| 馬打蘭王國       | 爪哇島                             | 爪哇人   |              |      | 8世紀－10世紀                 |
| 馬打蘭蘇丹國     | 爪哇島                             | 爪哇人   | 爪哇語       |      | 1586年－1755年                |
| 萬丹蘇丹國       | 爪哇島                             | 巽他人   | 巽他語       |      | 1527年–1813年                 |
| 戈瓦蘇丹國       | 蘇拉威西島                         | 望加錫人 | 望加錫語     |      | 14世紀－1946年                |
| 亞齊蘇丹國       | 蘇門答臘島                         | 亞齊人   | 亞齊語       |      | 1496年－1903年                |
| 馬來聯邦         | 馬來半島                           | 馬來人   | 馬來語       |      | 1895年－1942年 1945年－1946年 |
| 坤甸蘇丹國       | 加里曼丹島                         | 馬來人   | 印度尼西亞語 |      | 1771年－1950年                |
| 砂拉越王國       | 婆羅洲島                           | 達雅族   | 達雅語       |      | 1841年－1942年 1945年－1946年 |
| 汶萊帝國         | 婆羅洲島                           | 馬來人   | 汶萊馬來語   |      | 1368年－1888年                |
| 北大年蘇丹國     | 馬來半島                           | 馬來人   | 馬來語       |      | 1516年－1902年                |
| 南摩鹿加共和國   | 南摩鹿加                           | 摩鹿加人 | 中馬魯古語   |      | 1950年－1963年                |
| 新加坡王國       | 新加坡                             | 馬來人   | 古馬來語     |      | 1299年－1398年                |

#### 台灣
| 历史政权       | 地理地區                 | 主体民族     | 主要語言       | 国旗           | 年代                 |
| -------------- | ------------------------ | ------------ | -------------- | -------------- | -------------------- |
| 大肚王國       | 中臺灣                   | 巴布拉族     | 巴布拉語       |                | 16世紀以前－1732年   |
| 大龜文酋邦     | 南臺灣                   | 排灣人       | 排灣語         | 大龜文社貼布繡 | 16世紀以前－1930年代 |
| 斯卡羅酋邦     | 恆春半島                 | 排灣人       | 排灣語         |                | 約17世紀－1904年     |
| 瑪家酋邦       | 屏東到臺南一帶           | 排灣人       | 排灣語         |                | 14世紀以前－1930年代 |
| 淡水國         | 北臺灣                   | 巴賽人       | 巴賽語         |                | 約17世紀             |
| 雞籠國         | 北臺灣                   | 巴賽人       | 巴賽語         |                | 約17世紀             |
| 卑南酋邦       | 東台灣                   | 卑南人       | 卑南語         |                |                      |
| 北港國         | 台灣                     | 福爾摩沙人   | 台灣南島語言   |                | 約17世紀             |
| 流求國         | 台灣?、琉球?             | 巴宰族?      | 巴宰語?        |                | 公元7世紀            |
| 蛤仔蘭三十六社 | 蘭陽平原                 | 噶瑪蘭族     | 噶瑪蘭語       |                | 未知－1812年         |
| 拉流斗霸       | 新北市三峽區大豹溪流域   | 泰雅族       | 賽考利克泰雅語 |                | 未知－1907年         |
| 伊姆諸         | 清水溪左岸、塔山西北一帶 | 鄒族         | 鄒語           |                | 12世紀－1925年       |
| 魯富都         | 南投縣、嘉義縣           | 鄒族         | 鄒語           |                | 15世紀－1920年       |
| 高砂國         | 高雄市大寮區             | 台灣原住民族 | 臺灣南島語言   |                | 2003年-2004年        |

#### 大洋洲
| 历史政权           | 地理地區           | 主体民族       | 主要語言       | 国旗 | 年代               |
| ------------------ | ------------------ | -------------- | -------------- | ---- | ------------------ |
| 夏威夷王國         | 夏威夷群島         | 夏威夷人       | 夏威夷語       |      | 1795年－1894年     |
| 夏威夷共和國       | 夏威夷群島         | 夏威夷人       | 夏威夷語       |      | 1894年－1898年     |
| 斐濟王國聯盟       | 斐濟群島           | 斐濟人         | 斐濟語         |      | 1865年–1867年      |
| 姆巴乌王国         | 姆巴乌岛           | 斐濟人         | 斐濟語         |      | 1867年–1869年      |
| 拉烏聯邦           | 拉烏群島           | 斐濟人         | 斐濟語         |      | 1869年–1871年      |
| 斐濟王國           | 斐濟群島           | 斐濟人         | 斐濟語         |      | 1871年–1874年      |
| 斐濟自治領         | 斐濟群島           | 斐濟人         | 斐濟語         |      | 1970年–1987年      |
| 圖依東加帝國       | 東加群島           | 玻里尼西亞人   | 東加語         |      | 950年代－1865年    |
| 烏韋阿             | 瓦利斯島           | 玻里尼西亞人   | 瓦利斯語       |      | 約15世紀 - 1887年  |
| 阿洛               | 富圖納島、阿洛菲島 | 玻里尼西亞人   | 富圖納語       |      | ?－1888年          |
| 錫加韋             | 富圖納島           | 玻里尼西亞人   | 富圖納語       |      | ?－1888年          |
| 波拉波拉王國       | 波拉波拉島         | 玻里尼西亞人   | 玻里尼西亞語   |      | 19世紀早期－1895年 |
| 賴阿特阿王國       | 賴阿特阿島         | 玻里尼西亞人   | 玻里尼西亞語   |      | ?－1888年          |
| 胡阿希內王國       | 胡阿希內島         | 玻里尼西亞人   | 玻里尼西亞語   |      | ?－1895年          |
| 大溪地王國         | 大溪地             | 大溪地人       | 大溪地語       |      | 1788年－1880年     |
| 魯魯土王國         | 魯魯土島           | 玻里尼西亞人   | 玻里尼西亞語   |      | ?－1900年          |
| 里馬塔拉王國       | 里馬塔拉島         | 玻里尼西亞人   | 玻里尼西亞語   |      | ?－1901年          |
| 塔瓦塔王國         | 塔瓦塔島           | 玻里尼西亞人   | 玻里尼西亞語   |      | ?－1842年          |
| 拉帕王國           | 拉帕島             | 玻里尼西亞人   | 玻里尼西亞語   |      | ?－1881年          |
| 芒阿雷瓦王國       | 芒阿雷瓦岛         | 玻里尼西亞人   | 玻里尼西亞語   |      | ?－1881年          |
| 土亞莫土王國       | 土亞莫土群島       | 玻里尼西亞人   | 玻里尼西亞語   |      | ?－1881年          |
| 紐埃王國           | 紐埃島             | 玻里尼西亞人   | 紐埃語         |      | 約18世紀－1900年   |
| 拉羅湯加王國       | 庫克群島           | 庫克群島毛利人 | 庫克群島毛利語 |      | 1858年－1893年     |
| 库克群岛联邦       | 庫克群島           | 庫克群島毛利人 | 庫克群島毛利語 |      | 1893年—1901年      |
| 紐西蘭聯合部落邦聯 | 北島               | 毛利人         | 毛利語         |      | 1835年－1840年     |
| 拉帕努伊王國       | 復活節島           | 拉帕努伊人     | 拉帕努伊語     |      | ?－公元1888年      |
| 紹德雷爾王朝       | 波納佩島           | 密克羅尼西亞人 | 波納佩語       |      | 約1100年－約1628年 |
| 萬那杜人民臨時政府 | 美拉尼西亞群島     | 萬那杜人       | 比斯拉馬語     |      | 1977-1978          |
| 諾魯王國           | 諾魯島             | 瑙鲁人         | 諾魯語         |      | ?-1888年           |
| 薩摩亞王國         | 薩摩亞群島         | 薩摩亞人       | 薩摩亞語       |      | 1250年-1900年      |

#### 馬達加斯加
| 历史政权             | 地理地區           | 主体民族     | 主要語言   | 国旗 | 年代             |
| -------------------- | ------------------ | ------------ | ---------- | ---- | ---------------- |
| 安坦卡拉納王國       | 馬達加斯加島       | 安坦卡拉那人 | 馬拉加斯語 |      | 約17世紀－1895年 |
| 安通吉爾王國         | 馬達加斯加島       | 馬拉加西人   | 馬拉加斯語 |      | 1773年－1786年   |
| 博伊納王國           | 馬達加斯加島西北部 | 馬拉加西人   | 馬拉加斯語 |      | 1690年－1840年   |
| 梅納貝王國           | 馬達加斯加島       | 薩卡拉瓦人   | 馬拉加斯語 |      | 約1685年–1834年  |
| 伊默里納王國         | 馬達加斯加島       | 梅里納人     | 馬拉加斯語 |      | 1540年－1897年   |
| 塔馬塔夫王國         | 馬達加斯加島       | 馬拉加西人   | 馬拉加斯語 |      | 1712年－1820年   |
| 塔尼貝王國           | 馬達加斯加島       | 馬拉加西人   | 馬拉加斯語 |      | 1822年–1828年    |
| 馬拉加西共和國       | 馬達加斯加島       | 馬拉加西人   | 馬拉加斯語 |      | 1958年–1975年    |
| 馬達加斯加民主共和國 | 馬達加斯加島       | 馬拉加西人   | 馬拉加斯語 |      | 1975年－1992年   |
| 馬達加斯加第三共和國 | 馬達加斯加島       | 馬拉加西人   | 馬拉加斯語 |      | 1992年–2010年    |

## 延伸閱讀
- Bellwood, Peter.  [人类征服太平洋：东南亚与大洋洲史前史]. 1979 （英语）.
- Bellwood, Peter.  [印度-马来西亚群岛史前史]. 1986 （英语）.
- Bellwood, Peter; James J. Fox; Darrell Tryon (编).  [南岛人：历史与比较观点]. 澳大利亚国立大学. 1995. （原始内容存档于2011-08-21） （英语）.
- 贾雷德·戴蒙德.  [枪炮、病菌与钢铁]. Vintage Books与兰登书屋. 1998 （英语）.
- Benitez-Johannot, Purissima (编).  [起源之路]. ArtPostAsia Books. 2009. （原始内容存档于2011-10-16） （英语）.